# Trị An (xã)
Trị An là một xã thuộc tỉnh Đồng Nai, Việt Nam.

## Địa lý
Xã Trị An có vị trí địa lý:
- Phía đông giáp thị trấn Vĩnh An và xã Mã Đà
- Phía tây giáp tỉnh Bình Dương
- Phía nam giáp xã Tân An và xã Vĩnh Tân
- Phía bắc giáp tỉnh Bình Phước.

Xã Trị An có diện tích 227,98 km², dân số năm 2022 là 10.422 người, mật độ dân số đạt 45 người/km².

## Hành chính
Xã Trị An được chia thành 5 ấp: 1, 2, 3, 4, Hiếu Liêm.

## Lịch sử
Ngày 28 tháng 9 năm 2024, Ủy ban Thường vụ Quốc hội ban hành Nghị quyết số 1194/NQ-UBTVQH15 về việc sắp xếp đơn vị hành chính cấp xã của tỉnh Đồng Nai giai đoạn 2023 – 2025 (nghị quyết có hiệu lực từ ngày 1 tháng 11 năm 2024). Theo đó, sáp nhập toàn bộ 209,50 km² diện tích tự nhiên và quy mô dân số là 5.358 người của xã Hiếu Liêm vào xã Trị An.
Xã Trị An có 227,98 km² diện tích tự nhiên và quy mô dân số là 10.422 người.
Ngày 20 tháng 12 năm 2024, HĐND tỉnh Đồng Nai ban hành Nghị quyết số 75/NQ-HĐND về việc:
- Đổi tên Ấp 2 của xã Hiếu Liêm cũ thành Ấp 3 thuộc xã Trị An.
- Đổi tên Ấp 1 của xã Hiếu Liêm cũ thành Ấp 4 thuộc xã Trị An.
- Đổi tên Ấp 3 của xã Hiếu Liêm cũ thành ấp Hiếu Liêm thuộc xã Trị An.